# NGC 6144
NGC 6144 је збијено звездано јато у сазвежђу Шкорпија које се налази на NGC листи објеката дубоког неба.
Деклинација објекта је - 26° 1' 27" а ректасцензија 16h 27m 14,1s. Привидна величина (магнитуда) објекта NGC 6144 износи 9,0. NGC 6144 је још познат и под ознакама IC 4606, GCL 42, ESO 517-SC6.